# 대왕고래속
대왕고래속(Balaenoptera)에 속하는 종들은 수염고래과의 종들보다 훨씬 크며, 최근에 발견된 한가지 종을 포함해 7종이 속해있다. 수염고래중 이 속에 속하지 않는 종은 혹등고래(Megaptera novaeangliae)뿐이다.

## 하위 종
- 북방쇠정어리고래 또는 쇠정어리고래 (Balaenoptera acutorostrata)
- 남방쇠정어리고래 (Balaenoptera bonaerensis)
- 보리고래 (Balaenoptera borealis)
- 브라이드고래 (Balaenoptera brydei)
- 작은브라이드고래 또는 에덴고래 (Balaenoptera edeni)
- 대왕고래 (Balaenoptera musculus)
- 오무라고래 (Balaenoptera omurai) - 2003년 11월에 발견되었다.
- 큰고래 (Balaenoptera physalus)
- 라이스고래 (Balaenoptera ricei) - 2022년 10월에 발견되었다.